# Thorsten Arwidsson (botaniker)
Thorsten Arwidsson, född 11 mars 1904 i Uppsala, död 23 december 1948 i Stockholm, var en svensk botaniker, specialiserad på mykologi och fykologi. Han var son till Ivar Arwidsson.
Efter studentexamen i Uppsala 1922 blev han 1930 filosofie kandidat och 1935 filosofie licentiat vid Uppsala universitet. Arwidsson blev 1936 extraordinarie assistent vid Riksmuseets botaniska avdelning där han främst tjänstgjorde vid kryptogamavdelningen. Arwidsson författade ett sjuttiotal mindre skrifter om Nordens växtvärld och intresserade sig främst för kärlväxter som havsalger, svampar och mossor. Från 1937 var han sekreterare i Svenska fjällklubben.
År 1943 tog han doktorsgraden efter att ha försvararat dissertationen Studien über die Gefässplanzen in den Hochgebirgen der Pite Lappmark. Auktorsnamnet Arw. kan användas för Thorsten Arwidsson (botaniker) i samband med ett vetenskapligt namn inom botaniken; se Wikipediaartiklar som länkar till auktorsnamnet.